# 邂逅のフェタリテート
「邂逅のフェタリテート」（かいこのフェタリテート）は、日本の女性歌手、彩音の20枚目のシングル。2013年11月27日に5pb.Recordsより発売された。

## 概要
- 前作「幻術のクロスロード」以来約3ヶ月ぶりとなるリリースであり、2013年4作目のシングル。
- 表題曲はPlayStation Vita用ゲームソフト『STEINS;GATE 線形拘束のフェノグラム』のオープニングテーマに起用され、STEINS;GATEシリーズのタイアップ曲としては3作目となる[2]。タイトルの正式なローマ字表記は「KAIKO NO FATALITÄT」となり[3]、「邂逅の運命」と意味する。本人曰く「（英語の）"fate"、（ドイツ語の）"fatalität"はどちらも“運命”という意味があって、この二つを合わせた造語になるそうです」とのこと[2]。レコーディングについては本人が「とても難しかったです。特に繰り返しサビの部分は、メロディーも歌詞も少し違う構成になっているのでこのサビの３パターンをどう表現するか、に意識を集中させました。緊張感の中で、自分を追い込んでのレコーディングでしたが初めてお願いした、作詞家さん作曲家さんから、まだ自分の知らない部分も引き出して頂いたような楽曲にも仕上がりました」と宣言[2]。
- カップリング曲の「掌の迷宮」は，彩音自身が作詞された楽曲で、ファンへの恩返しするもの。本人曰く「ファンの皆さんからの声援やお手紙で，私は元気をたくさんもらっているので，それにお返ししたいという気持ちですね。誰かが“辛いな”と思っているときに，私の歌詞で元気づけられればいいなって。今回はあえて，一人で困難に立ち向う人に向けた，力強い言葉を選んでみたんです。いつもの私だったら「掴んで」「掴もう」みたいに，一緒に頑張ろうよって感じになってたと思うのですが，バースデーライブ開催時期に書いたこともあってか，パワフルな感じになりました」とのこと[4]。
- また、15枚目のシングル「Crest of Knights」のカップリング曲「GO→Love&Peace」のWall5によるリミックス・バージョンが収録されている。

## 収録曲
| #         | タイトル                            | 作詞       | 作曲      | 編曲           | 時間  |
| --------- | ----------------------------------- | ---------- | --------- | -------------- | ----- |
| 1.        | 「邂逅のフェタリテート」            | MAKOTO-ONP | 藤井雄大  | オオバコウスケ | 4:11  |
| 2.        | 「掌の迷宮」                        | 彩音       | 藤井雄大  | ミヤハラ信哉   | 3:55  |
| 3.        | 「GO→Love&Peace」(Wall5 Remix)      | 彩音       | 上野圭一  | Wall5          | 5:44  |
| 4.        | 「邂逅のフェタリテート」(off vocal) |            |           |                | 4:11  |
| 5.        | 「掌の迷宮」(off vocal)             |            |           |                | 3:55  |
| 合計時間: | 合計時間:                           | 合計時間:  | 合計時間: | 合計時間:      | 21:56 |

## 参加ミュージシャン
| 邂逅のフェタリテート - Programming & Guitar：オオバコウスケ - Bass：高間有一 - Chorus：ENA | 掌の迷宮 - Programming & Guitar：ミヤハラ信哉 |

## スタッフ・クレジット
| Recording & Mixing Studio DAIKANYAMA MAGES. STUDIO (#1) SPACEWALKER STUDIO (#2) Recording & Mixing Engineer： 中島次郎 (#1) Nouvelle Vague (#2) Sound Produce：金谷雄文 (#1)、浅田裕之・谷丙牛 (#2) Illustrator：池田靖宏 Track3 Remix：Wall5 Mastering Studio：MTCマスタリング Mastering Engineer：上田桂子 Director：高橋克典 | Sales Promoter：藤本徹、田所真司、小林あみ Design Control：小田能知 Organization Control：二田祐樹、室井浩太郎、福山邦彦 Artist Management：岩本敬子 (amuleto) General Producer：高橋克典 Executive Producer：志倉千代丸 |